# U-309 (tàu ngầm Đức)
U-309 là một tàu ngầm tấn công  Lớp Type VII thuộc phân lớp Type VIIC được Hải quân Đức Quốc Xã chế tạo trong Chiến tranh Thế giới thứ hai. Nhập biên chế năm 1943, nó đã thực hiện được tổng cộng chín chuyến tuần tra, nhưng chỉ gây tổn thất toàn bộ cho một tàu buôn tải trọng 7.219 GRT. Trong chuyến tuần tra cuối cùng tại Bắc Hải, U-309 bị tàu frigate Canada HMCS Saint John đánh chìm về phía Đông Scotland vào ngày 16 tháng 2, 1945.

## Thiết kế và chế tạo

### Thiết kế

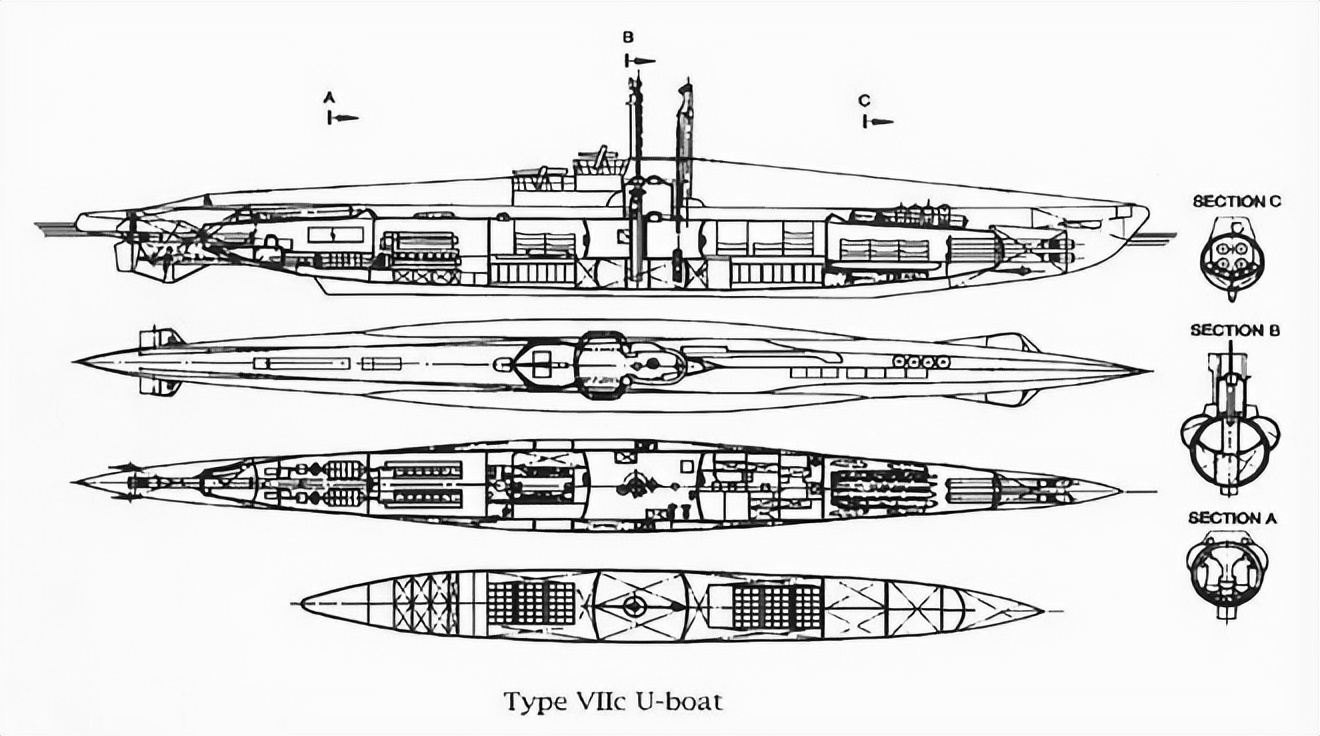
Sơ đồ các mặt cắt một tàu ngầm Type VIIC

Phân lớp VIIC của Tàu ngầm Type VII là một phiên bản VIIB được kéo dài thêm. Chúng có trọng lượng choán nước 769 t (757 tấn Anh) khi nổi và 871 t (857 tấn Anh) khi lặn). Con tàu có chiều dài chung 67,10 m (220 ft 2 in), lớp vỏ trong chịu áp lực dài 50,50 m (165 ft 8 in), mạn tàu rộng 6,20 m (20 ft 4 in), chiều cao 9,60 m (31 ft 6 in) và mớn nước 4,74 m (15 ft 7 in).
Chúng trang bị hai động cơ diesel Germaniawerft F46 siêu tăng áp 6-xy lanh 4 thì, tổng công suất 2.800–3.200 PS (2.100–2.400 kW; 2.800–3.200 bhp), dẫn động hai trục chân vịt đường kính 1,23 m (4,0 ft), cho phép đạt tốc độ tối đa 17,7 kn (32,8 km/h), và tầm hoạt động tối đa 8.500 nmi (15.700 km) khi đi tốc độ đường trường 10 kn (19 km/h). Khi đi ngầm dưới nước, chúng sử dụng hai động cơ/máy phát điện Garbe, Lahmeyer & Co. RP 137/c  tổng công suất 750 PS (550 kW; 740 shp). Tốc độ tối đa khi lặn là 7,6 kn (14,1 km/h), và tầm hoạt động 80 nmi (150 km) ở tốc độ 4 kn (7,4 km/h). Con tàu có khả năng lặn sâu đến 230 m (750 ft).
Vũ khí trang bị có năm ống phóng ngư lôi 53,3 cm (21 in), bao gồm bốn ống trước mũi và một ống phía đuôi, và mang theo tổng cộng 14 quả ngư lôi, hoặc tối đa 22 quả thủy lôi TMA, hoặc 33 quả TMB. Tàu ngầm Type VIIC bố trí một hải pháo 8,8 cm SK C/35 cùng một pháo phòng không 2 cm (0,79 in) trên boong tàu. Thủy thủ đoàn bao gồm 4 sĩ quan và 40-56 thủy thủ.

### Chế tạo
U-309 được đặt hàng vào ngày 5 tháng 6, 1940, và được đặt lườn tại xưởng tàu của hãng Flender Werke ở Lübeck vào ngày 24 tháng 1, 1942. Nó được hạ thủy vào ngày 5 tháng 12, 1942, và nhập biên chế cùng Hải quân Đức Quốc Xã vào ngày 27 tháng 1, 1943 dưới quyền chỉ huy của Hạm trưởng, Trung úy Hải quân Hans-Gert Mahrholz.

## Lịch sử hoạt động

### 1943
Sau khi hoàn tất việc chạy thử máy và huấn luyện trong thành phần Chi hạm đội U-boat 8, U-309 được điều sang Chi hạm đội U-boat 11 đặt căn cứ tại cảng Bergen, Na Uy từ ngày 1 tháng 8, 1943 để hoạt động trên tuyến đầu.

#### Chuyến tuần tra thứ nhất
Sau khi chuyển căn cứ hoạt động từ Kiel đến Bergen vào cuối tháng 8, U-309 khởi hành từ cảng Na Uy này vào ngày 13 tháng 9 cho chuyến tuần tra đầu tiên trong chiến tranh. Nó ghé đến cảng Trondheim, Na Uy từ ngày 18 đến ngày 25 tháng 9, rồi tiếp tục chuyến tuần tra, băng qua khe GIUK giữa quần đảo Faroe và Iceland để hoạt động tại vùng biển Bắc Đại Tây Dương về phía Đông Nam Greenland. Chiếc tàu ngầm kết thúc chuyến tuần tra và đi đến cảng Brest bên bờ Đại Tây Dương của Pháp đã bị Đức chiếm đóng, đến nơi vào ngày 7 tháng 11. Nó được điều sang Chi hạm đội U-boat 9 đặt căn cứ tại Brest.

#### Chuyến tuần tra thứ hai
U-309 xuất phát từ cảng Brest vào ngày 19 tháng 12 cho chuyến tuần tra thứ hai, và hoạt động trong Bắc Đại Tây Dương về phía Tây Ireland (Khu vực tiếp cận phía Tây). Nó kết thúc chuyến tuần tra tại cảng Bordeaux, Pháp vào ngày 14 tháng 2, 1944.

### 1944
Trong tháng 4, 1944, U-309 được nâng cấp trang bị ống hơi nhằm cải thiện tính năng hoạt động ngầm dưới nước.

#### Chuyến tuần tra thứ ba, thứ tư và thứ năm
Từ ngày 20 đến ngày 25 tháng 6, xuất phát từ La Pallice thuộc La Rochelle, chiếc tàu ngầm đã có chuyến tuần tra ngắn trong vịnh Biscay trước khi quay về Brest.
Sau đó từ ngày 28 tháng 6 đến ngày 6 tháng 7, U-309 thực hiện chuyến tuần tra tiếp theo tại lối ra vào eo biển Manche. Trong cả hai chuyến đi, nó đều không đánh chìm được mục tiêu nào.
U-309 khởi hành từ Brest vào ngày 12 tháng 7 cho chuyến tuần tra thứ năm, kéo dài cho đến ngày 12 tháng 8. Nó xâm nhập sâu vào eo biển Manche, nơi nó đã tấn công Đoàn tàu FTM 47 vào ngày 24 tháng 7, và phóng ngư lôi đánh trúng chiếc tàu Liberty Anh Samneva 7.219 GRT. Con tàu Liberty Anh đã không bị đắm khi tự mắc cạn tại Southampton, tại tọa độ 50°14′B 0°47′T / 50,233°B 0,783°T, nhưng bị vỡ làm đôi và bị xem là một tổn thất toàn bộ. Chiếc tàu ngầm quay trở về Brest vào ngày 3 tháng 8.

#### Chuyến tuần tra thứ sáu và thứ bảy
Khi các căn cứ tàu ngầm của Đức Quốc xã bên bờ biển Đại Tây Dương bị lực lượng Đồng Minh bao vây và có nguy cơ thất thủ, U-309 được điều động trở lại khu vực Bắc Hải để gia nhập Chi hạm đội U-boat 33, đặt căn cứ tại Flensburg. Nó khởi hành từ La Pallice vào ngày 29 tháng 8 dưới quyền chỉ huy của hạm trưởng mới, Trung úy Hải quân Herbert Loeder, rồi vòng qua quần đảo Anh và băng ngược lại khe GIUK, đi đến cảng Stavanger, Na Uy vào ngày 13 tháng 10.
Nó tiếp tục hành trình hai ngày sau đó cho chuyến tuần tra thứ bảy, và đi đến căn cứ Flensburg vào ngày 21 tháng 10.

### 1945

#### Chuyến tuần tra thứ tám
Chuyến tuần tra tiếp theo của U-309 chỉ là việc chuyển căn cứ hoạt động từ Kiel đến Horten, diễn ra từ ngày 30 tháng 1 đến ngày 2 tháng 2, 1945.

#### Chuyến tuần tra thứ chín - Bị mất
U-309 lại xuất phát từ cảng Horten vào ngày 8 tháng 2 cho chuyến tuần tra thứ chín, cũng là chuyến cuối cùng, để hoạt động tại Bắc Hải về phía Đông quần đảo Anh. Vào ngày 16 tháng 2, chiếc tàu ngầm đang theo dõi Đoàn tàu WN-74 trên đường đi Moray Firth khi nó bị tàu frigate Canada HMCS Saint John phát hiện qua sonar. Sau lượt tấn công thứ nhất, một ít dầu trồi lên mặt nước, và hai đợt tấn công tiếp theo bằng súng cối chống tàu ngầm Hedgehog đã khiến thêm nhiều dầu diesel tiếp tục trồi lên. Saint John thả thêm một lượt mìn sâu tiếp tục tấn công, và kết quả là có thêm nhiều mảnh vỡ các loại trồi lên mặt nước, xác nhận tàu ngầm đối phương đã bị tiêu diệt. U-309 đã đắm tại tọa độ 58°09′B 02°23′T / 58,15°B 2,383°T; toàn bộ 47 thành viên thủy thủ đoàn của chiếc tàu ngầm đều tử trận.

### "Bầy sói" tham gia
U-309 từng tham gia bảy bầy sói:
- Rossbach (6 – 9 tháng 10, 1943)
- Schlieffen (14 – 22 tháng 10, 1943)
- Siegfried (22 – 26 tháng 10, 1943)
- Rügen 7 (28 tháng 12, 1943 - 2 tháng 1, 1944)
- Rügen 6 (2 – 7 tháng 1, 1944)
- Rügen (7 – 26 tháng 1, 1944)
- Stürmer (26 tháng 1, - 3 tháng 2, 1944)

### Tóm tắt chiến công
U-309 đã gây tổn thất toàn bộ cho một tàu buôn tải trọng 7.219 GRT:
| Ngày             | Tên tàu | Quốc tịch      | Tải trọng | Số phận          |
| ---------------- | ------- | -------------- | --------- | ---------------- |
| 24 tháng 7, 1944 | Samneva | United Kingdom | 7.219     | Tổn thất toàn bộ |